# Limerick F.C.
Limerick F.C. ili kraće Limerick je bio profesionalni nogometni klub iz Limericka u Republici Irskoj. Klub je osnovan 1937. godine, no kroz povijest je mijenjao imena poput Limerick United, Limerick City, Limerick 37. U klupskoj povijesti valja izdvojiti osvajanje lige dva puta, te osvajanje FAI kupa. Boje kluba su plava i bijela, dok domaće utakmice igraju na Jackman Parku u Limericku.

## Vanjske poveznice
- Službene stranice  Arhivirana inačica izvorne stranice od 24. srpnja 2019. (Wayback Machine)